# Malvicino
Malvicino är en ort och kommun i provinsen Alessandria i regionen Piemonte i Italien. Kommunen hade 79 invånare (2018).